# 香山末子
香山 末子（かやま すえこ、1922年〈大正11年〉1月27日 - 1996年〈平成8年〉5月4日）は、在日韓国人の詩人。大韓民国慶尚南道信陽郡晋城面温水里出身。本名は金 末壬（キム マルチャ）。
1941年（昭和16年）に日本にわたり、愛知県豊橋市在住となり、2児をもうけた。1944年（昭和19年）にハンセン病を発病し、翌1945年（昭和20年）12月8日、国立療養所の国立療養所栗生楽泉園（群馬県草津町）に入園した。
楽泉園入園中に失明。50歳代の頃、医師の勧めで詩作を始め、栗生楽泉園内の詩人団体である栗生詩話会に入会した。ここで同会の指導を担当していた詩人の村松武司と出逢い、村松に師事して詩を書き続けた。3冊目の詩集『青いめがね』は、祖国への帰郷のつもりで貯めていたわずかな貯金をはたいての出版であった。
1995年（平成7年）、楽泉園に入園以来、生き別れとなっていた長女が楽泉園を訪ね、50年ぶりに再会を果たした。長女もまた12歳でハンセン病を発病し、岡山県の療養所に入所していた。その事実を知った香山は「お前だけは健康でいてほしかった、その姿を想像し、それを支えに生きてきたのに」と泣いたといい、翌1996年（平成8年）に死去。没年齢74歳。長女は「再会が死期を早めたかもしれない」と後悔したという。後に長女は母の遺作をまとめ、遺稿集『エプロンのうた』(ISBN 978-4-7744-0319-9)を自費出版した。
香川の詩は、病気に侵された体にわずかに残った触覚で感じる日常や、祖国や家族を想って綴られたものであり、それらは詩人の大岡信により「豊かな情感、独自のスタイルを持つ驚くべき作品」、村松武司の跡を継いで詩話会を指導した詩人の森田進により「稀に見る痛切な美しさに満ちて光っている」と高く評価されている。

## 著作
- 『草津アリラン』梨花書房、1983年8月。 NCID BA51951218。
- 『鴬の啼く地獄谷』皓星社、1991年7月。 NCID BA45325373。
- 『青いめがね』皓星社、1995年5月。ISBN 978-4-905980-50-6。